# Округ Фелпс (Небраска)
Фелпс (енгл. Phelps County) је округ у америчкој савезној држави Небраска.

## Демографија
По попису из 2010. године број становника је 9.188, што је 559 (-5,7%) становника мање него 2000. године.
| Група             | 2000.         | 2010.         |
| Белци             | 9.418 (96,6%) | 8.694 (94,6%) |
| Афроамериканци    | 11 (0,1%)     | 13 (0,1%)     |
| Азијати           | 27 (0,3%)     | 22 (0,2%)     |
| Хиспаноамериканци | 220 (2,3%)    | 373 (4,1%)    |
| Укупно            | 9.747         | 9.188         |